# Todd Kohlhepp
Todd Christopher Kohlhepp, född 7 mars 1971 i Florida, USA, är en amerikansk serie- och massmördare.
Han är dömd för sju mord i South Carolina mellan 6 november 2003 och 31 augusti 2016. I december 2017 skickade han ett brev till lokaltidningen där han skrev att det fanns fler offer, som ännu inte hittats.

## Uppväxt
Todd Kohlhepp föddes som Todd Christopher Sampsell 1971 i Florida, men växte upp i South Carolina och Georgia. Föräldrarna skildes då han var två år gammal, och modern gifte om sig, och pojken fick då styvfaderns namn, Kohlhepp. Senare psykologiska undersökningar har visat att han hade en osund relation med styvfadern, och att han ofta ville bo hos sin biologiska far, som han inte sett på 8 år.
Kohlhepp beskrevs som ett besvärligt barn. På förskolan var han aggressiv mot andra barn, och förstörde deras saker. Då han var nio år och började gå i terapi, beskrevs han som "explosiv" och "upptagen av sexuellt innehåll". Han plågade även djur, han sköt en hund med luftpistol och dödade en guldfisk med blekmedel. Fadern sa senare att den enda känsla som sonen kunde känna var ilska. Kohlhepp tillbringade drygt 3 månader på ett mentalsjukhus i Georgia, eftersom han inte kunde umgås med andra barn.
När han var 12 år gammal, efter att hans mor och styvfar hade separerat, fick Todd Kohlhepp flytta till sin biologiska far i Arizona över sommaren. Han hotade modern och sa att han skulle döda henne eller begå självmord, om han inte fick fortsätta att bo hos fadern, så hon lät honom fortsätta bo där. Han tog faderns efternamn, Sampsell, och började att arbeta på faderns restaurang Billy's Famous For Ribs som diskare och diskplockare. Han arbetade även på Burger King och med trädgårdsskötsel.  Han började även, liksom fadern, att samla på vapen och lärde sig av fadern att "spränga saker och göra bomber". Fadern var dock frånvarande, och var ofta tillsammans med många flickvänner, och  Kohlhepp ville tillbaka till modern, men hon kom med ursäkter för att få honom att stanna kvar hos fadern.

## Kidnappningsdom, 1987
I oktober 1986 kidnappade den då 15-årige Kohlhepp en 14-årig flicka i Tempe. Han hotade henne med en .22-kalibrig revolver, tog med henne hem, band henne, tejpade för hennes mun och våldtog henne. Därefter följde han henne hem och hotade att döda hennes yngre syskon om hon berättade för någon vad som hänt. 
Kohlhepp dömdes som en vuxen, för kidnappning, sexuellt övergrepp och farligt brott mot barn. Han erkände kidnappning och de andra åtalen lades ned. Han dömdes till 15 års fängelse och registrerades som sexualbrottsling. Enligt domstolsprotokollen hade Kohlhepp diagnosen Borderline personlighetsstörning och en IQ på 118, vilket ansågs vara "över genomsnittet". Domaren menade han var "mycket smart och borde vara akademiskt framgångsrik", men "beteendemässigt och känslomässigt farlig" och kunde troligtvis inte rehabiliteras. Kohlhepps övervakare skrev något liknande och lade till att han kände att "världen var skyldig honom något". Kohlhepps försvarsadvokat menade senare att han inte trott att "hans klient skulle skada någon i framtiden". I början av sitt fängelsestraff uppvisade han våldsamt beteende, men efter att han fyllt 20, fanns inga rapporter om att han misskött sig.

## Frisläppning
I augusti 2001 släpptes Kohlhepp ur fängelset efter att ha avtjänat 14 år, och flyttade till South Carolina, där modern bodde. På sin LinkedIn-sida påstod han att han tagit en Bachelor degree i datorvetenskap på Central Arizona College.  Mellan januari 2002 och november 2003 arbetade han som grafisk designer på ett företag i Spartanburg. Han började studera vid Greenville Technical College och därefter vid University of South Carolina Upstate, där han 2008 avlade en Bachelor of Science examen i företagsekonomisk marknadsföring.
Trots att han var registrerad som sexualförbrytare lyckades han få en mäklarlicens 2006, genom att ljuga på ansökan. Han startade en mäklarfirma med ett dussin mäklare och blev en av toppsäljarna i Carolina-området. Kohlhepp tog även privatpilotlicens och köpte flera egendomar i andra stater. I maj 2014 hade han köpt nära 40 hektar land, 14 km från Moore, och han inhägnade området.
En av hans kunder mindes honom som extremt utåtriktad och professionell, men att han ofta talade om skjutvapen och ibland kom med sexuella antydningar. En assistent till en av hans anställda beskrev honom som arg och nedlåtande mot hennes partner. En banktjänsteman som arbetade med Kohlhepp menade att han sagt att han ofta såg på porrfilm, även på jobbet. Han besökte ofta restaurangen Waffle House i Roebuck, men hans beteende besvärade servitriserna så pass mycket att en av de manliga kockarna istället fick ta emot hans beställningar. En av servitriserna var Meagan Leigh McCraw-Coxie, ett av Kohlhepps offer.

## Fyra dödade i en motorcykelaffär
6 november 2003 hittade en kund fyra människor ihjälskjutna på Superbike Motorsports, en motorcykelaffär i Chesnee. Ägaren Scott Ponder, 30; service manager Brian Lucas, 30; mekanikern Chris Sherbert, 26;  och revisorn Beverly Guy, 52 var skjutna med flera skott. Beverly Guy var ägarn Scott Ponders mor.. Massmordet var olöst i 13 år, innan Kohlhepp erkände sig skyldig till det 2016.
Enligt Ponders fru så var Kohlhepp en missnöjd kund, som varit i butiken flera gånger. Enligt Kohlhepps mor hade han försökt returnera en motorcykel, men de anställda där hade hånat honom att han inte kunde köra den.. Då de inte ville lära honom hur man körde ville han returnera den, och få pengarna tillbaka, men då skrattade de ut honom, enligt modern.

## Tre dödade, och en fastkedjad, på Kohlhepps ägor
31 augusti 2016 försvann Kala Brown, 30, och hennes pojkvän Charles David Carver, 32, efter att de åkt för att städa Kohlhepps hus. Carver hittades senare död, skjuten med flera skott på Kohlhepps ägor. Meddelanden postades på Carvers Facebook efter försvinnandet, vilket ledde till spekulationer att det var någon annan som tagit kontroll över hans Facebook-konto. Brown hittades av myndigheterna 3 november 2016, fastkedjad i en metallcontainer på ägorna. Utredarna hade följt de senast kända mobilsignalerna, och hörde sedan bankande ljud från containern. Carvers bil hittades täckt med buskar i en ravin på ägorna. Enligt Brown hade hon sett Carver bli skjuten. Kohlhepps mor menade att Carver hade blivit dödad för att han varit "smartkäftad", något som inte Kohlhepp gillade. Han hade också sagt att han hållit Brown fången för att hon inte gjort nåt fel, och han inte ville skada henne. Hon fick mat en gång om dagen, och visades gravarna av Kohlhepps andra offer, så att hon blev skrämd att inte fly.
Två lik upptäcktes på Kohlhepps ägor efter att han blivit gripen 6-7 november 2016. De identifierades senare som makarna Johnny Joe Coxie, 29, och Meagan Leigh McCraw-Coxie, 26. De hade varit bosatta i Spartanburg, och hade rapporterats som saknade 22 december 2015. De ska ha varit anställda av Kohlhepp för att arbeta på hans ägor. McCraw-Coxie hade dödats genom ett skott i huvudet 25 eller 26 december, medan Coxie hade dödats en vecka tidigare genom ett skott i bålen. Enligt rättsläkaren kunde de identifieras genom sina många tatueringar.

## Kända offer
| Namn                      | Kön    | Ålder | Datum för mordet/försvinnandet |
| ------------------------- | ------ | ----- | ------------------------------ |
| Scott Ponder              | Man    | 30    | 6 november 2003                |
| Brian Lucas               | Man    | 30    | 6 november 2003                |
| Chris Sherbert            | Man    | 26    | 6 november 2003                |
| Beverly Guy               | Kvinna | 52    | 6 november 2003                |
| Johnny Joe Coxie          | Man    | 29    | 19 december 2015               |
| Meagan Leigh McCraw-Coxie | Kvinna | 26    | 25 eller 26 december 2015      |
| Kala Brown (överlevde)    | Kvinna | 30    | 31 augusti 2016                |
| Charles David Carver      | Man    | 32    | 31 augusti 2016                |

## Utredning och gripande
Kohlhepp greps kort efter att Brown hade räddats. Han erkände senare kjutningen i Chesnee och morden på de två personer som hittats på hans ägor, i utbyte mot att han fick prata med sin mor, ge henne ett fotografi, och överflytta pengar till ett barns collegefond.
Då han träffade modern erkände han morden och kidnappningen. Då han erkände skjutningen i Chesnee sa han att han hade skjutit varje offer en gång i huvudet, en detalj som inte släppts till allmänheten.
Man fann mängder av vapen då man genomsökte Kohlhepps ägor, däribland 9mm pistoler med ljuddämpare, automatgevär och ammunition. Då det inte fanns några uppgifter om att hans bakgrund hade kontrollerats för inköp av vapnen, menade utredarna att han troligtvis införskaffat vapnen illegalt.
Kohlhepp sa till modern att det inte fanns några fler offer än de nämnda. Under utfrågning menade han dock att han hade skjutit någon i Arizona. Tempe Police Department startade en utredning då de gick igenom olösta mord under de senaste tre decennierna, med fokus på perioden 1983-1986 då Kohlhepp bodde hos fadern, och även mellan augusti och november 2001, perioden mellan han släpptes från fängelset tills att han flyttade tillbaka till South Carolina. 25 november 2016 avslöjade polisen i  Greer i South Carolina att de hade haft Kohlhepp som misstänkt i ett olöst bankrån och trippelmord på Blue Ridge Savings Bank i maj 2003, sex månader innan massmordet i Chesnee.
I december 2017 skrev Kohlhepp till Spartanburg Herald-Journal att det fanns fler offer, som ännu inte hade blivit funna.

## Rättsprocess och erkännande
Kohlhepp anhölls inledningsvis för fyra mord i Chesnee och ett fall av kidnappning, av Brown. därefter anhölls han för ytterligare tre mord, på Carver och paret Coxie, samt ytterligare en kidnappning och vapeninnehav under våldsbrott. 26 maj 2017 erkände sig Kohlhepp skyldig till sju fall av mord, två fall av kidnappning, ett fall av sexuellt övergrepp och dömdes till sju livstidsstraff utan möjlighet till villkorlig frigivning, för att slippa dödsstraff.